# جورج لوسون
جورج لوسون (بالإنجليزية: George Lawson)‏ هو نقابي وسياسي أسترالي، ولد في 14 أغسطس 1880 في أستراليا، وتوفي في 25 نوفمبر 1966 في نفس البلد. حزبياً، نشط في حزب العمال الأسترالي. وقد انتخب Member of the Queensland Legislative Council ‏ (18 أغسطس 1919 – 23 مارس 1922) وانتخب عضو مجلس النواب الأسترالي عن دائرة Division of Brisbane ‏ (19 ديسمبر 1931 – 2 نوفمبر 1961).